# Syrphoctonus daschi
Syrphoctonus daschi là một loài tò vò trong họ Ichneumonidae.